# 2131 Mayall
A 2131 Mayall (ideiglenes jelöléssel 1975 RA) egy kisbolygó a Naprendszerben. Arnold Richard Klemola fedezte fel 1975. szeptember 3-án.